# Il raggio verde (programma televisivo)
Il raggio verde è stato un talk-show politico televisivo italiano condotto da Michele Santoro, andato in onda a cadenza settimanale il venerdì sera su Rai 2 dal 2000 al 2001.

## Il programma
Il programma fu erede di Circus e sancì l'addio del conduttore salernitano a Rai 1; il titolo, ispirato all'omonimo film di Éric Rohmer (e quindi al noto fenomeno ottico proprio del sole al tramonto), venne descritto da Santoro come espressivo della volontà di indagare a fondo e con accuratezza la realtà, superando inganni e falsità:
Il raggio verde condivideva con Circus l'impostazione mescolante il talk show (in studio e con interviste registrate), l'approfondimento e l'inchiesta giornalistica, nonché "finestre" di satira; per contro se ne distaccava su alcuni aspetti produttivi, primo fra tutti l'assenza di pubblico in studio. Rispetto al programma antesignano vennero inoltre introdotti un momento dedicato a un sondaggio settimanale (realizzato dall'istituto Abacus) per delineare "i sette leader a cui il Paese affida il suo futuro" e uno in cui il pubblico veniva direttamente interpellato (mediante i canali telematici del programma) affinché desse la propria opinione su un personaggio non conosciuto invitato in studio.
La sigla fu composta da Daniel Bacalov ed eseguita live in studio all'inizio di ogni puntata dai Gabo quintet.
Santoro chiamò ad affiancarlo nella conduzione due tra i suoi collaboratori di più lungo corso, Corrado Formigli e Luisella Costamagna; inoltre nominò opinionisti fissi due giornalisti di opposte vedute, Antonio Socci e Riccardo Barenghi, i quali entrarono tuttavia in conflitto già nella puntata inaugurale, trasmessa il 3 novembre 2000, che vedeva quali ospiti di punta Massimo D'Alema e Giulio Tremonti: Socci definì il programma fazioso e rifiutò di prendere parte alle successive puntate.
Il raggio verde si alternò fin da subito con un'altra produzione di Santoro, anch'essa in onda su Rai 2: Sciuscià, curata da Sandro Ruotolo e Riccardo Iacona e più improntata verso l'inchiesta giornalistica. Progressivamente anche questo programma sviluppò la sua componente talk show (a titolo Sciuscià Edizione Straordinaria), fino ad assorbire de facto e quindi soppiantare Il raggio verde. L'ultima puntata fu trasmessa l'11 maggio 2001.

## Polemiche
Il raggio verde fu presto messo nel mirino da parte della coalizione dei partiti di centrodestra, su tutti Forza Italia, il cui leader Silvio Berlusconi accusò il programma di scoperta partigianeria e ripetutamente ne chiese (mediante alcuni esposti all'AGCOM) la sospensione, riuscendo però solo ad ottenere l'irrogazione di una sanzione amministrativa di 40 milioni di lire per violazione delle leggi sulla par condicio. 
Lo stesso Berlusconi, dopo aver rifiutato di prendere parte al programma (e aver scoraggiato i compagni di coalizione dal parteciparvi), intervenne telefonicamente nella puntata del 16 marzo 2001, che si era focalizzata sulle polemiche scatenate due giorni prima dall'intervento di Marco Travaglio nella trasmissione Satyricon di Daniele Luttazzi, ove erano state sollevate accuse di prossimità ad ambienti mafiosi a carico del leader del centrodestra e del suo sodale Marcello Dell'Utri. La telefonata si risolse in un duro botta e risposta tra Santoro, che chiese di rimuovere il "vincolo" alla partecipazione al suo programma di politici di centrodestra e si rese disponibile a un faccia a faccia col "Cavaliere" sulle reti Mediaset, e Berlusconi, che accusò la Rai e il conduttore di confezionare «trasmissioni trabocchetto costruite apposta per fare processi in diretta» e negò di aver mai fatto ricorso a pratiche imprenditoriali scorrette o poco limpide. Al culmine dell'acrimonia, il leader di Forza Italia proruppe nella nota frase: «Santoro! Lei è un dipendente del servizio pubblico, si contenga!».

## Ascolti
Seppur collocato in una fascia oraria non particolarmente favorevole per le tematiche affrontate (la prima serata del venerdì), il programma seppe comunque imporsi con buoni ascolti: secondo quanto reso noto il 7 giugno 2011 da Michele Santoro, Il raggio verde era seguito mediamente da 4.151.000 telespettatori con uno share del 16,95%, laddove all'epoca Rai 2 nelle 24 ore registrava un indice d'ascolto medio del 13,11%.